# Islands of Adventure
Universal's Islands of Adventure je tematický zábavní park, nacházející se ve městě Orlando, Florida, USA. Byl otevřen v květnu 1999 vedle zábavního parku Universal Studios Florida, z čehož se pak připojením CityWalk, Portofino Bay a Hard Rock hotelů stal Universal Orlando Resort.